# Пророцтво про пап

Частина сторінки з закінченням «Прорцтва про пап» в «Дереві життя» («Lignum Vitae») (1595) ст. 311

Проро́цтво про пап — 112 коротких фраз латинською мовою, що описують римських пап (а також декількох антипап), починаючи від Целестина II (обраний у 1143) і аж до Другого пришестя, котрі приписують св. Малахії (1094—1148).
Згідно з найпоширенішим трактуванням пророцтва, Франциск буде останнім папою, якого пророцтво називає «Петром Римлянином» (Petrus Romanus), і під час нього відбудеться таке:
|  | Під час останніх гонінь на Святому Римському Престолі буде сидіти Петро Римлянин, який буде пасти овець серед безлічі мук; по завершенні яких місто семи пагорбів буде знищене, і Суддя страшний буде судити народ свій. Кінець. |

«"In persecutione extrema S.R.E. sedebit.»

Petrus Romanus, qui pascet oves in multis tribulationibus:

quibus transactis civitas septicollis diruetur,

et Iudex tremendus iudicabit populum suum.

## Походження тексту
Уперше текст пророцтва опублікував 1595 року історик-бенедиктинець Арно де Віон (Arnold de Wyon) у своїй книзі «Lignum Vitae» («Дерево життя»). Віон приписав авторство списку св. Малахії — ірландському єпископу XII ст., який у 1139 році був у Римі, де, начебто, мав видіння про майбутніх пап. Потім манускрипт був поміщений до Римського архіву й забутий на сотню літ, допоки 1590 року його не віднайшли.
Проте, ні основний біограф св. Малахії — св. Бернард Клервоський — ні будь-які інші джерела до 1595 року не згадували про пророцтво, що піддає сумніву його достовірність. Деякі джерела, зокрема Католицька Енциклопедія, припускають, що це пророцтво є підробкою кінця XVI ст. Дехто припускає, що його написав Нострадамус і приписав авторство святому Малахії, щоб не бути звинуваченому в передріканні кінця Папського правління.
Прихильники ж достовірності «Пророцтва», такі, як автор Джон Хог (John Hogue), котрий написав популярну книгу з назвою «Останній Папа» (The Last Pope), заявляють, що, навіть, якщо авторство пророцтва неясне, саме воно залишається чинним.

## Тлумачення фраз
Тлумачення фраз, зазвичай, ґрунтується на пошуку збігів між фразою і місцем народження папи, його гербом, і подіями під час його понтифікату.
Наприклад, перша фраза, лат. Ex caſtro Tiberis (Із замку на Тибрі), відповідає родині Целестина II Читта-ді-Кастелло на Тибрі. Папа Климент XIII, до якого відноситься пророча фраза лат. Roſa Vmbriæ (Троянда Умбрії), не використовував троянду як особисту емблему, він не був із Умбрії і в його житті практично не було ніякого зв'язку з цієї областю, лише той факт, що протягом короткого часу він був папським губернатором Рієті, яка тоді була частиною Умбрії.
У деяких випадках присутня очевидна гра слів, що дозволяє обрати один із можливих варіантів.
Варто відзначити, що коли тлумачення пророцтва достатньо очевидне (як для пап 1590 року), йдеться там завжди про характеристики, які відносяться до людини перед вступом на папський престол. А для останніх пап, пророчі фрази відносяться вже до їхнього перебування на престолі.
Заява Бенедикта XVI про зречення від престолу Католицької церкви викликала нову хвилю інтересу до цього пророцтва, адже він у цьому списку — передостанній Папа.

## Папи і відповідні фрази пророцтва
Нижче ненаведений список узятий із книги Пітера Бандера «Пророцтво Малахії» («The Prophecies of St. Malachy» by Peter Bander). Потрібно завважити, що кількість Римських Пап у різних списках відрізняється через урахування/неврахування антипап. Цей список можна розділити на дві групи:
- 1) для 74 пап і антипап, понтифікат яких був до 1590 року, зв'язок між пророцтвом і папою, як правило, зрозумілий;
- 2) для 37 пап, понтифікат був після 1590 року, зв'язок між фразою і папою не завжди очевидний.

### Римські Папи і Антипапи 1143—1590
На сірому фоні — оригінальний текст (у тому числі пунктуація і орфографія), опублікований 1595 року в книзі «Дерево життя» («Lignum Vitae»). Це латинський текст, що складається з 3-х стовпців:
- Перша колонка — пророча фраза.
- Друга колонка — ім'я папи (деколи з помилками).
- Третя колонка — пояснення.

Для латинського тексту пророчої фрази (1-а колонка) і латинського пояснення (3-я колонка) в дужках наведений англійський переклад, адже присутня гра слів, яка губиться в українському варіанті.
| Римські папи (1143—1590)     | Римські папи (1143—1590) | Римські папи (1143—1590)           | Римські папи (1143—1590)                                                   | Римські папи (1143—1590) | Римські папи (1143—1590)                                                                   |
| Папа №                       | Фраза Переклад | Понтифікат                         | Мирське ім'я                                                               | Пояснення | Герб                                                                                       |
| ---------------------------- | --- | ---------------------------------- | -------------------------------------------------------------------------- | --- | ------------------------------------------------------------------------------------------ |
| Ex caſtro Tiberis.           | Ex caſtro Tiberis. | Cœleſtinus. ij.                    | Cœleſtinus. ij.                                                            | Typhernas. | Typhernas.                                                                                 |
| 167                          | 1. Із замку Тибра (англ. From a castle of the Tiber) | Целестин II (1143—1144)            | Гвідо дель Кастелло (італ. Guido del Castello)                             | Житель Тіфернума. (англ. An inhabitant of Tifernum.) Народженний у Читта-ді-Кастелло (раніше Тіфернум-на-Тибрі), Умбрія, на берегах Тибру. |                                                                                            |
| Inimicus expulſus.           | Inimicus expulſus. | Lucius. ij.                        | Lucius. ij.                                                                | De familia Caccianemica. | De familia Caccianemica.                                                                   |
| 168                          | 2. Вигнаний ворогами (англ. Enemy expelled) | Луцій II (1144—1145)               | Джерардо Каччіанемічі дель Орсо (італ. Gerardo Caccianemici dell'Orso)     | Із сім'ї Каччіанемічі. (англ. Of the Caccianemici family.) Цей девіз відноситься до прізвища Каччіанемічі. «Cacciare» означає «переслідувати», а «nemici» з італійської «вороги». Caccianemici був вигнаний з Риму підданими. |                                                                                            |
| Ex magnitudine mõtis.        | Ex magnitudine mõtis. | Eugenius. iij.                     | Eugenius. iij.                                                             | Patria Ethruſcus oppido Montis magni. | Patria Ethruſcus oppido Montis magni.                                                      |
| 169                          | 3. Від величі гори (англ. Out of the greatness of the mountain) | Євгеній III (1145—1153)            | Бернардо Паганеллі (італ. Bernardo dei Paganelli di Montemagno)            | Етруск із Montemagno. (англ. Tuscan by nation, from the town of Montemagno.) Фраза вказує на прізвище папи Євгенія: «Montemagno». |                                                                                            |
| Abbas Suburranus.            | Abbas Suburranus. | Anaſtaſius. iiij.                  | Anaſtaſius. iiij.                                                          | De familia Suburra. | De familia Suburra.                                                                        |
| 170                          | 4. Субурський абат (англ. Suburran abbot) | Анастасій IV (1153—1154)           | Коррадо делла Субура (італ. Corrado della Suburra)                         | Із сім'ї Субури. (англ. From the Suburra family.) |                                                                                            |
| De rure albo.                | De rure albo. | Adrianus. iiij.                    | Adrianus. iiij.                                                            | Vilis natus in oppido Sancti Albani. | Vilis natus in oppido Sancti Albani.                                                       |
| 171                          | 5. Із білого селянства (англ. From the white countryside) | Адріан IV (1154—1159)              | Ніколас Брейкспір (англ. Nicholas Breakspeare)                             | Народжений у скромному містечку св. Албанія. (англ. Humbly born in the town of St. Albans.) Вихований у школі св. Албанія в Хартфордширі. Перед тем як став папою, Ніколас Брейкспір був єпископом Албано. |                                                                                            |
| Ex tetro carcere.            | Ex tetro carcere. | Victor. iiij.                      | Victor. iiij.                                                              | Fuit Cardinalis S. Nicolai in carcere Tulliano. | Fuit Cardinalis S. Nicolai in carcere Tulliano.                                            |
|                              | 6. Із жахливої в'язниці (англ. Out of a loathsome prison) | Віктор IV антипапа (1159—1164)     | Оттавіано ді Монтічелі (італ. Ottaviano Crescenzi Ottaviani di Monticelli) | Був кардиналом св. Миколая в Тулліанській в'язниці. (англ. He was a cardinal of St. Nicholas in the Tullian prison.) |                                                                                            |
| Via Tranſtiberina.           | Via Tranſtiberina. | Calliſtus. iij. [sic]              | Calliſtus. iij. [sic]                                                      | Guido Cremenſis Cardinalis S. Mariæ Tranſtiberim. | Guido Cremenſis Cardinalis S. Mariæ Tranſtiberim.                                          |
|                              | 7. Дорога через Тибр (англ. Road across the Tiber) | Пасхалій III антипапа (1164—1168)  | Гуідо ді Крема (італ. Guido di Crema)                                      | Гуідо ді Крема, кардинал Святої Марії, що на другій стороні Тибру. (англ. Guido of Crema, Cardinal of St. Mary across the Tiber.) Кардиналом мав титул: кардинала Святої Марії в Трастевері (Trastevere). |                                                                                            |
| De Pannonia Thuſciæ.         | De Pannonia Thuſciæ. | Paſchalis. iij. [sic]              | Paſchalis. iij. [sic]                                                      | Antipapa. Hungarus natione, Epiſcopus Card. Tuſculanus. | Antipapa. Hungarus natione, Epiſcopus Card. Tuſculanus.                                    |
|                              | 8. Був тускул із Угорщини (англ. From Tusculan Hungary) | Калікст III антипапа (1168—1178)   | Джованні де Струмі (італ. Giovanni di Strumi)                              | Антипапа. Угорець. Кардинал-єпископ Тускулу (англ. Antipope. A Hungarian by birth, Cardinal Bishop of Tusculum.) Він був Іоан, абат Струми, родом із Угорщини. |                                                                                            |
| Ex anſere cuſtode.           | Ex anſere cuſtode. | Alexander. iij.                    | Alexander. iij.                                                            | De familia Paparona. | De familia Paparona.                                                                       |
| 172                          | 9. Від гуся-охоронця (англ. Out of the guardian goose) | Олександр III (1159—1181)          | Орландо Бандінелі Папароні (італ. Orlando Bandinelli Paparoni)             | Із сім'ї Папароні. (англ. Of the Paparoni family.) На гербі його сім'ї зображений гусак. |                                                                                            |
| Lux in oſtio.                | Lux in oſtio. | Lucius. iij.                       | Lucius. iij.                                                               | Lucenſis Card. Oſtienſis. | Lucenſis Card. Oſtienſis.                                                                  |
| 173                          | 10. Світло на початку (англ. A light in the entrance) | Луцій III (1181—1185)              | Убальдо Аллучіньйолі (італ. Ubaldo Allucingoli)                            | Світлий кардинал Остії. (англ. A Luccan Cardinal of Ostia.) В 1159 році він став кардиналом-єпископом Остії. Lux також може бути грою слів від Lucius, тобто Луцій. |                                                                                            |
| Sus in cribro.               | Sus in cribro. | Vrbanus. iij.                      | Vrbanus. iij.                                                              | Mediolanenſis, familia cribella, quæ Suem pro armis gerit. | Mediolanenſis, familia cribella, quæ Suem pro armis gerit.                                 |
| 174                          | 11. Свиня в решеті (англ. Pig in a sieve) | Урбан III (1185—1187)              | Умберто Кривелі (італ. Umberto Crivelli)                                   | Міланець, із сім'ї Кривелі (Crivelli), на гербі котрої зображено свиню. (англ. A Milanese, of the Cribella (Crivelli) family, which bears a pig for arms.) Прізвище Кривелі з італійської — «решето». |                                                                                            |
| Enſis Laurentii.             | Enſis Laurentii. | Gregorius. viij.                   | Gregorius. viij.                                                           | Card. S. Laurentii in Lucina, cuius inſignia enſes falcati. | Card. S. Laurentii in Lucina, cuius inſignia enſes falcati.                                |
| 175                          | 12. Меч Святого Лаврентія (англ. The sword of St. Lawrence) | Григорій VIII (1187)               | Альберто Сарторі ді Морра (італ. Alberto Sartori di Morra)                 | Кардинал Св. Лаврентія в Люцині, герб котрого — схрещені мечі. (англ. Cardinal of St. Lawrence in Lucina, of whom the arms were curved swords.) Був кардиналом Св. Лаврентія і на гербі його щита були схрещені мечі. |                                                                                            |
| De Schola exiet.             | De Schola exiet. | Clemens. iij.                      | Clemens. iij.                                                              | Romanus, domo Scholari. | Romanus, domo Scholari.                                                                    |
| 176                          | 13 Приходить зі школи (англ. He will come from school) | Климент III (1187—1191)            | Паоло Сколарі (італ. Paolo Scolari)                                        | Римлянин, з дому Сколарі. (англ. A Roman, of the house of Scolari.) Його прізвище Сколарі. |                                                                                            |
| De rure bouenſi.             | De rure bouenſi. | Cœleſtinus. iij.                   | Cœleſtinus. iij.                                                           | Familia Bouenſi. | Familia Bouenſi.                                                                           |
| 177                          | 14. Із скотарської ферми (англ. From cattle country) | Целестин III (1191—1198)           | Джачінто Бобоне Орсіні (італ. Giacinto Bobone Orsini)                      | Прізвище Бовеніс (Бобоне). (англ. Bovensis (Bobone) family.) Присутня гра слів: лат. bovis — бик). |                                                                                            |
| Comes Signatus.              | Comes Signatus. | Innocentius. iij.                  | Innocentius. iij.                                                          | Familia Comitum Signiæ. | Familia Comitum Signiæ.                                                                    |
| 178                          | 15. Призначений граф (англ. Designated count) | Інокентій III (1198—1216)          | Лотаріо Конті, граф Сеньї, граф Лаваньї (італ. Lotario dei Conti di Segni) | Сім'я графів Сеньї. (англ. Family of the Counts of Signia (Segni).) Нащадок графів Сигнія (Сенья). |                                                                                            |
| Canonicus de latere.         | Canonicus de latere. | Honorius. iij.                     | Honorius. iij.                                                             | Familia Sabella, Canonicus S. Ioannis Lateranensis. | Familia Sabella, Canonicus S. Ioannis Lateranensis.                                        |
| 179                          | 16. Канонік зі сторони (англ. Canon from the side) | Гонорій III (1216—1227)            | Ченчіо Савелі (італ. Cencio Savelli)                                       | Сім'я Савелі, канонік в Соборі Святого Івана Хрестителя на Латеранському пагорбі (англ. Savelli family, canon of St. John Lateran.) Був каноніком церкви Санта-Марія-Маджоре, і служив папським камергером в 1188 році. |                                                                                            |
| Auis Oſtienſis.              | Auis Oſtienſis. | Gregorius. ix.                     | Gregorius. ix.                                                             | Familia Comitum Signiæ Epiſcopus Card. Oſtienſis. | Familia Comitum Signiæ Epiſcopus Card. Oſtienſis.                                          |
| 180                          | 17. Птиця із Остії (англ. Bird of Ostia) | Григорій IX (1227—1241)            | Уголіно ді Конті, граф Сеньї (італ. Ugolino dei Conti di Segni)            | Сім'я графів Сеньї. Єпископ кардинал Остії. (англ. Family of the Counts of Segni, Cardinal Bishop of Ostia.) Перед обранням папою, Уголіно ді Конті був кардиналом і єпископом Остії, і його родинний герб зображує птаха на червоному фоні. |                                                                                            |
| Leo Sabinus.                 | Leo Sabinus. | Cœleſtinus iiij.                   | Cœleſtinus iiij.                                                           | Mediolanenſis, cuius inſignia Leo, Epiſcopus Card. Sabinus. | Mediolanenſis, cuius inſignia Leo, Epiſcopus Card. Sabinus.                                |
| 181                          | 18. Лев Сабіни (англ. Sabine Lion) | Целестин IV (1241)                 | Пєтро Джофредо Кастільйоні (італ. Pietro Goffredo da Castiglione)          | Міланець, герб якого — лев, кардинал єпископ Сабіни (англ. A Milanese, whose arms were a lion, Cardinal Bishop of Sabina.) Був кардиналом-єпископом Сабіни і на його щиті зображений лев. |                                                                                            |
| Comes Laurentius.            | Comes Laurentius. | Innocentius iiij.                  | Innocentius iiij.                                                          | domo flisca, Comes Lauaniæ, Cardinalis S. Laurentii in Lucina. | domo flisca, Comes Lauaniæ, Cardinalis S. Laurentii in Lucina.                             |
| 182                          | 19. Граф Лаврентій (англ. Count Lawrence) | Інокентій IV (1243—1254)           | Сінібальдо Фієскі (італ. Sinibaldo de Fieschi)                             | Із дому Фліска (Фієскі), граф Лаваньо, кардинал Сан Лоренцо ін Лучина. (англ. Of the house of Flisca (Fieschi), Count of Lavagna, Cardinal of St. Lawrence in Lucina.) Був кардиналом-священиком Сан Лоренцо ін Лучина, і його батько був графом Лаваньо. |                                                                                            |
| Signum Oſtienſe.             | Signum Oſtienſe. | Alexander iiij.                    | Alexander iiij.                                                            | De comitibus Signiæ, Epiſcopus Card. Oſtienſis. | De comitibus Signiæ, Epiſcopus Card. Oſtienſis.                                            |
| 183                          | 20. Знак Остії (англ. Sign of Ostia) | Олександр IV (1254—1261)           | Рінальдо Конті, граф Сеньї (італ. Rinaldo di Jenne dei Conti di Segni)     | З графів Сеньї, кардинал єпископ Остії. (англ. Of the counts of Segni, Cardinal Bishop of Ostia.) Був кардиналом-єпископом Остії і членом сім'ї Conti-Segni. |                                                                                            |
| Hieruſalem Campanię.         | Hieruſalem Campanię. | Vrbanus iiii.                      | Vrbanus iiii.                                                              | Gallus, Trecenſis in Campania, Patriarcha Hieruſalem. | Gallus, Trecenſis in Campania, Patriarcha Hieruſalem.                                      |
| 184                          | 21. Єрусалим Шампані (англ. Jerusalem of Champagne) | Урбан IV (1261—1264)               | Жак Панталеон (фр. Jacques Pantaléon)                                      | Галлів із Труа в Шампанії, Патріарх Єрусалима (англ. A Frenchman, of Trecae (Troyes) in Champagne, Patriarch of Jerusalem.) Родом із Труа провінції Шампань, пізніше — Патріарх Єрусалиму. |                                                                                            |
| Draco depreſſus.             | Draco depreſſus. | Clemens iiii.                      | Clemens iiii.                                                              | cuius inſignia Aquila vnguibus Draconem tenens. | cuius inſignia Aquila vnguibus Draconem tenens.                                            |
| 185                          | 22. Притиснений дракон (англ. Dragon pressed down) | Климент IV (1265—1268)             | Гі Фулькуа Ле Гро (фр. Gui Fulquois, Guy le Gros)                          | Знак його Орел, що кігтями Дракона тримає. (англ. Whose badge is an eagle holding a dragon in his talons.) Його герб зображував орла, який стискав дракона кігтями. |                                                                                            |
| Anguinus uir.                | Anguinus uir. | Gregorius. x.                      | Gregorius. x.                                                              | Mediolanenſis, Familia vicecomitum, quæ anguẽ pro inſigni gerit. | Mediolanenſis, Familia vicecomitum, quæ anguẽ pro inſigni gerit.                           |
| 186                          | 23. Зміїний чоловік (англ. Snaky man) | Григорій X (1271—1276)             | Теобальдо Вісконті (італ. Tebaldo Visconti)                                | Міланець, із сім'ї Вісконті (Visconti), з змієм на гербі. (англ. A Milanese, of the family of Viscounts (Visconti), which bears a snake for arms.) Родовий герб Вісконті (Visconti) зображував великого змія, що проковтнув ноги малюка. |                                                                                            |
| Concionator Gallus.          | Concionator Gallus. | Innocentius. v.                    | Innocentius. v.                                                            | Gallus, ordinis Prædicatorum. | Gallus, ordinis Prædicatorum.                                                              |
| 187                          | 24. Французький проповідник (англ. French Preacher) | Інокентій V (1276)                 | П'єр де Тарантез (фр. Pierre de Tarentaise)                                | Галлів, із ордена Проповідників. (англ. A Frenchman, of the Order of Preachers.) Він народився у Франції й був членом Ордена Проповідників. |                                                                                            |
| Bonus Comes.                 | Bonus Comes. | Adrianus. v.                       | Adrianus. v.                                                               | Ottobonus familia Fliſca ex comitibus Lauaniæ. | Ottobonus familia Fliſca ex comitibus Lauaniæ.                                             |
| 188                          | 25. Добрий граф/товариш (англ. Good Count/companion) | Адріан V (1276)                    | Оттобоне Фіескі, граф Лаванї (італ. Ottobono Fieschi dei Conti di Lavagna) | Оттоблне, сім'ї Фієскі, із графів Лаванї. (англ. Ottobono, of the Fieschi family, from the counts of Lavagna.) Він був граф Лаваньо, а його ім'я, Ottobono, може обігруватись як Отто — добрий. |                                                                                            |
| Piſcator Thuſcus.            | Piſcator Thuſcus. | Ioannes. xxi.                      | Ioannes. xxi.                                                              | antea Ioannes Petrus Epiſcopus Card. Tuſculanus. | antea Ioannes Petrus Epiſcopus Card. Tuſculanus.                                           |
| 189                          | 26. Тускульський рибак (англ. Tuscan Fisherman) | Іван XXI (1276—1277)               | Педру Жуліан (порт. Pedro Julião)                                          | Оригінально Іван Петро, кардинал єпископ Тускулу (англ. Formerly John Peter, Cardinal Bishop of Tusculum.) Іван XXI був кардиналом-єпископом Тускулу. |                                                                                            |
| Roſa compoſita.              | Roſa compoſita. | Nicolaus. iii.                     | Nicolaus. iii.                                                             | Familia Vrſina, quæ roſam in inſigni gerit, dictus compoſitus. | Familia Vrſina, quæ roſam in inſigni gerit, dictus compoſitus.                             |
| 190                          | 27. Складноцвітна троянда (англ. Composite Rose) | Миколай III (1277—1280)            | Джовані Гаетано Орсіні (італ. Giovanni Gaetano Orsini)                     | Із сім'ї Орсіні (Orsini), котра має троянду на гербі, яку називають складноцвітною. (англ. Of the Ursina (Orsini) family, which bears a rose on its arms, called 'composite'.) На його гербі розміщена складноцвітна (composite) троянда. |                                                                                            |
| Ex teloneo liliacei Martini. | Ex teloneo liliacei Martini. | Martinus. iiii.                    | Martinus. iiii.                                                            | cuius inſignia lilia, canonicus, & theſaurarius S. Martini Turonen[sis]. | cuius inſignia lilia, canonicus, & theſaurarius S. Martini Turonen[sis].                   |
| 191                          | 28. Із митниці лілейного Мартина (англ. From the tollhouse of lilied Martin) | Мартин IV (1281—1285)              | Симон Монпітє де Бріон (фр. Simon Monpitie de Brie (або de Brion))         | Герб його має лілії, канонік і скарбник св. Мартина Турського. (англ. Whose arms were lilies, canon and treasurer of St. Martin of Tours.) Був каноніком і скарбником собору св. Мартіна в Турі. |                                                                                            |
| Ex roſa leonina.             | Ex roſa leonina. | Honorius. iiii.                    | Honorius. iiii.                                                            | Familia Sabella inſignia roſa à leonibus geſtata. | Familia Sabella inſignia roſa à leonibus geſtata.                                          |
| 192                          | 29. Із лев'ячої троянди (англ. Out of the leonine rose) | Гонорій IV (1285—1287)             | Джакомо Савелі (італ. Giacomo Savelli)                                     | Із сім'ї Савелі (Savelli), герб якої — леви, що несуть троянду. (англ. Of the Sabella (Savelli) family, arms were a rose carried by lions.) На його гербі два леви несуть троянду. |                                                                                            |
| Picus inter eſcas.           | Picus inter eſcas. | Nicolaus. iiii.                    | Nicolaus. iiii.                                                            | Picenus patria Eſculanus. | Picenus patria Eſculanus.                                                                  |
| 193                          | 30. Дятел між їжею (англ. Woodpecker between food) | Миколай IV (1288—1292)             | Джіроламо Маші д'Асколі (італ. Girolamo Masci d'Ascoli)                    | Пічено за національністю, із Асколі (англ. A Picene by nation, of Asculum (Ascoli).) Він був із Асколі (Ascoli), в області Пічено. Гра слів. |                                                                                            |
| Ex eremo celſus.             | Ex eremo celſus. | Cœleſtinus. v.                     | Cœleſtinus. v.                                                             | Vocatus Petrus de morrone Eremita. | Vocatus Petrus de morrone Eremita.                                                         |
| 194                          | 31. Той що піднявся з пустелі (англ. Raised out of the desert) | Целестин V (1294)                  | П'єтро Анджеларі дель Мурроне (італ. Pietro da Morrone)                    | Названий П'єтро Анджеларі, відлюдник. (англ. Called Peter de Morrone, a hermit.) Перед обранням був відлюдником (eremus — пустеля). Також гра слів: celsus — Coelestinus (Целестин). |                                                                                            |
| Ex undarũ bn̑dictione.        | Ex undarũ bn̑dictione. | Bonifacius. viii.                  | Bonifacius. viii.                                                          | Vocatus prius Benedictus, Caetanus, cuius inſignia undæ. | Vocatus prius Benedictus, Caetanus, cuius inſignia undæ.                                   |
| 195                          | 32. Від благословення хвиль (англ. From the blessing of the waves) | Боніфацій VIII (1294—1303)         | Бенедетто Каетані (італ. Benedetto Caetani)                                | Раніше званий Бенедиктом, із Саети (Гаети), емблемою котрого були дві хвилі. (англ. Previously called Benedict, of Gaeta, whose arms were waves.) Через його герб проходять дві поперечні хвилі. Також гра слів, його ім'я при хрещені — «Benedetto» (благословенний). |                                                                                            |
| Concionator patereus. [sic]  | Concionator patereus. [sic] | Benedictus. xi.                    | Benedictus. xi.                                                            | qui uocabatur Frater Nicolaus, ordinis Prædicatorum. | qui uocabatur Frater Nicolaus, ordinis Prædicatorum.                                       |
| 196                          | 33. Проповідник із Патари (англ. Preacher From Patara) | Бенедикт XI (1303—1304)            | Нікколо Бокассіні де Тревізо (італ. Nicholas Boccasini)                    | Той, хто називався братом Миколаєм, із ордена Проповідників. (англ. Who was called Brother Nicholas, of the order of Preachers.) Цей папа належав до ордену Проповідників. Патара — місце народження св. Миколая, тезки цього папи. |                                                                                            |
| De feſſis aquitanicis.       | De feſſis aquitanicis. | Clemens V.                         | Clemens V.                                                                 | natione aquitanus, cuius inſignia feſſæ erant. | natione aquitanus, cuius inſignia feſſæ erant.                                             |
| 197                          | 34. Від стрічок Аквітанії (англ. From the misfortunes/fesses of Aquitaine) | Климент V (1305—1314)              | Раймон Бертран де Го (фр. Raymond Bertrand de Got)                         | Народжений в Аквітанії, на його гербі три стрічки (fesses або лат. fascia). (англ. An Aquitanian by birth, whose arms were fesses.) Він був родом із Saint-Bertrand-de-Comminges в Аквітанії, і з часом став архієпископом в Бордо, також в Аквітанії. На його гербі три горизонтальні широкі лінії, відомі в геральдиці як fesses. |                                                                                            |
| De ſutore oſſeo.             | De ſutore oſſeo. | Ioannes XXII.                      | Ioannes XXII.                                                              | Gallus, familia Oſſa, Sutoris filius. | Gallus, familia Oſſa, Sutoris filius.                                                      |
| 198                          | 35. Від кістлявих шевців (англ. From a bony cobbler) | Іван XXII (1316—1334)              | Жак д'Юэз (фр. Jacques d'Euse)                                             | Француз, із сім'ї Осса, син шевця (англ. A Frenchman, of the Ossa family, son of a cobbler.) Його прізвище було D'Euze, що можна перевести на латину як Ossa — «кості». Народна легенда, що його батько був шевцем, імовірно вигадка. |                                                                                            |
| Coruus ſchiſmaticus.         | Coruus ſchiſmaticus. | Nicolaus V.                        | Nicolaus V.                                                                | qui uocabatur F. Petrus de corbario, contra Ioannem XXII. Antipapa Minorita. | qui uocabatur F. Petrus de corbario, contra Ioannem XXII. Antipapa Minorita.               |
|                              | 36. Ворон розкольник (англ. Schismatic crow) | Миколай V, Antipope (1328—1330)    | П'єтро Райналдучі ді Корваро (італ. Pietro Rainalducci di Corvaro)         | Кого називали братом Петром із Карваро, антипапа із міноритів, який протистояв Івану XXII. (англ. Who was called Brother Peter of Corbarium (Corvaro), the minorite antipope opposing John XXII.) Фраза— гра слів, що вказує на прізвище Corvaro (лат. Corvus — ворон). |                                                                                            |
| Frigidus Abbas.              | Frigidus Abbas. | Benedictus XII.                    | Benedictus XII.                                                            | Abbas Monaſterii fontis frigidi. | Abbas Monaſterii fontis frigidi.                                                           |
| 199                          | 37. Холодний абат (англ. Cold abbot) | Бенедикт XII (1334—1342)           | Жак Фурнє (фр. Jacques Fournier)                                           | Абат монастиря холодного джерела. (англ. Abbot of the monastery of the cold spring.) Він був абатом монастиря Фонфруад («холодного джерела»). |                                                                                            |
| De roſa Attrebatenſi.        | De roſa Attrebatenſi. | Clemens VI.                        | Clemens VI.                                                                | Epiſcopus Attrebatenſis, cuius inſignia Roſæ. | Epiſcopus Attrebatenſis, cuius inſignia Roſæ.                                              |
| 200                          | 38. Від троянд Аррасу (англ. From the rose of Arras) | Климент VI (1342—1352)             | П'єр Роже де Бофор-Тюренн (фр. Pierre Roger de Beaufort-Turenne)           | Єпископ Аррасу, на його гербі троянди. (англ. Bishop of Arras, whose arms were roses.) Був єпископом Аррасу (Bishop of Arras), (лат. Episcopus Atrebatensis), і його герб прикрашений шістьма трояндами. |                                                                                            |
| De mõtibus Pãmachii.         | De mõtibus Pãmachii. | Innocentius VI.                    | Innocentius VI.                                                            | Cardinalis SS. Ioannis & Pauli. T. Panmachii, cuius inſignia ſex montes erant. | Cardinalis SS. Ioannis & Pauli. T. Panmachii, cuius inſignia ſex montes erant.             |
| 201                          | 39. З гір Памахії (англ. From the mountains of Pammachius) | Інокентій VI (1352—1362)           | Козімо Етьєн Обер (фр. Etienne Aubert)                                     | Кардинал Святих Івана і Павла, с титулом Св. Памахії, на чиїй емблемі шість гір. (англ. Cardinal of Saints John and Paul, Titulus of Pammachius, whose arms were six mountains.) Папа Інокентій VI народився в містечку Монт (комуна Лімож, Франція) і займав єпископську кафедру Клермонта (Bishop of Clermont). Він був кардинал-священик с титулом св. Памахії (St. Pammachius) (титул церкви Санті Джованні е Паоло в Римі).          |                                                                                            |
| Gallus Vicecomes.            | Gallus Vicecomes. | Vrbanus V.                         | Vrbanus V.                                                                 | nuncius Apoſtolicus ad Vicecomites Mediolanenſes. | nuncius Apoſtolicus ad Vicecomites Mediolanenſes.                                          |
| 202                          | 40. Французький віконт (англ. French viscount) | Урбан V (1362—1370)                | Гіільом де Грімор (фр. Guglielmo de Grimoard)                              | Апостольський нунцій віконта Мілану. (англ. Apostolic nuncio to the Viscounts of Milan.) Він народився у французькій дворянській сім'ї. |                                                                                            |
| Nouus de uirgine forti.      | Nouus de uirgine forti. | Gregorius XI.                      | Gregorius XI.                                                              | qui uocabatur Petrus Belfortis, Cardinalis S. Mariæ nouæ. | qui uocabatur Petrus Belfortis, Cardinalis S. Mariæ nouæ.                                  |
| 203                          | 41. Новий від сильної діви (англ. New man from the strong virgin) | Григорій XI (1370—1378)            | П'єр Роже де Бофор (фр. Pierre Roger de Beaufort)                          | Який звався П'єр (Петро) Бофор (Petrus Belfortis), кардинал Св. Марії Нової. (англ. Who was called Peter Belfortis (Beaufort), Cardinal of New St. Mary's.) З сім'ї Бофор (Beaufort). В 19 років П'єр Бофор отримав від свого дядька, папи Климента VI-го, титул кардинала-диякона церкви Санта-Марія Нуова на консисторії (Santa Maria Nuova (titolo cardinalizio)).                                                                     |                                                                                            |
| Decruce Apoſtolica. [sic]    | Decruce Apoſtolica. [sic] | Clemens VII.                       | Clemens VII.                                                               | qui fuit Preſbyter Cardinalis SS. XII. Apoſtolorũ cuius inſignia Crux. | qui fuit Preſbyter Cardinalis SS. XII. Apoſtolorũ cuius inſignia Crux.                     |
|                              | 42. Від апостольського хреста (англ. From the apostolic cross) | Климент VII антипапа (1378—1394)   | Роберт, граф Женевський (фр. Robert de Genève)                             | Який був кардиналом-священиком XII Святих Апостолів і емблемою якого бул хрест. (англ. Who was Cardinal Priest of the Twelve Holy Apostles, whose arms were a cross.) Він був кардиналом-священиком з титулом апостольського протонотарія. Його герб має розділений на чотири частини хрест. |                                                                                            |
| Luna Coſmedina.              | Luna Coſmedina. | Benedictus XIII.                   | Benedictus XIII.                                                           | antea Petrus de Luna, Diaconus Cardinalis S. Mariæ in Coſmedin. | antea Petrus de Luna, Diaconus Cardinalis S. Mariæ in Coſmedin.                            |
|                              | 43. Місяць Космедіни (англ. Cosmedine moon) | Бенедикт XIII антипапа (1394—1423) | Пе́дро Мартінес де Лу́на (ісп. Pedro Martínez de Luna)                       | Раніше Педро Де Луна, кардинал-диякон Св. Марії в Космедіні. (англ. Formerly Peter de Luna, Cardinal Deacon of St. Mary in Cosmedin.) Він був знаменитим Петром де Луна, кардиналом-дияконом з титулом церкви Св. Марії в Космедині. |                                                                                            |
| Schiſma Barchinoniũ.         | Schiſma Barchinoniũ. | Clemens VIII.                      | Clemens VIII.                                                              | Antipapa, qui fuit Canonicus Barchinonenſis. | Antipapa, qui fuit Canonicus Barchinonenſis.                                               |
|                              | 44. Розкол Барселони (англ. Schism of the Barcelonas) | Климент VIII антипапа (1423—1429)  | Гіл Санчес Муньєз (ісп. Gil Sanchez Muñoz)                                 | Антипапа, котрий був каноніком в Барселоні. (англ. Antipope, who was a canon of Barcelona.) |                                                                                            |
| De inferno prægnãti.         | De inferno prægnãti. | Vrbanus VI.                        | Vrbanus VI.                                                                | Neapolitanus Pregnanus, natus in loco quæ dicitur Infernus. | Neapolitanus Pregnanus, natus in loco quæ dicitur Infernus.                                |
| 204                          | 45. Із вагітного пекла (англ. From a pregnant hell) | Урбан VI (1378—1389)               | Бартоломео Пріньяно (італ. Bartolomeo Prignano)                            | Неаполітанець італ. Prignano народився в містечку, которе називалось Інферно. (англ. The Neapolitan Prignano, born in a place which is called Inferno.) Його прізвище Prignano або Prignani співзвучне лат. Praegnantis — вагітний, а назва містечка італ. Inferno біля Неаполя перекладається як Пекло. |                                                                                            |
| Cubus de mixtione.           | Cubus de mixtione. | Bonifacius. IX.                    | Bonifacius. IX.                                                            | familia tomacella à Genua Liguriæ orta, cuius inſignia Cubi. | familia tomacella à Genua Liguriæ orta, cuius inſignia Cubi.                               |
| 205                          | 46. Куб із суміші (англ. Cube from a mixture) | Боніфацій IX (1389—1404)           | П'єтро Томачелі (італ. Pietro Tomacelli)                                   | Походить із сім'ї Томачелі із Генуї в Лігурії, емблемою його були куби. (англ. Of the Tomacelli family, born in Genoa in Liguria, whose arms were cubes.) Його герб включає поперечну стрічку з шаховим малюнком. |                                                                                            |
| De meliore ſydere.           | De meliore ſydere. | Innocentius. VII.                  | Innocentius. VII.                                                          | uocatus Coſmatus de melioratis Sulmonenſis, cuius inſignia ſydus. | uocatus Coſmatus de melioratis Sulmonenſis, cuius inſignia ſydus.                          |
| 206                          | 47. Від кращої зірки (англ. From a better star) | Інокентій VII (1404—1406)          | Козімо Джентіле Мільораті (італ. Cosimo Gentile Migliorati)                | Названий Козімо де Мільораті із Сульмони, емблемою котрого була зірка. (англ. Called Cosmato dei Migliorati of Sulmo, whose arms were a star.) Тут гра слів: лат. melior — краща, посилання на прізвище папи Migliorati (Meliorati), а на його гербі зображена летюча зірка. |                                                                                            |
| Nauta de Ponte nigro.        | Nauta de Ponte nigro. | Gregorius XII.                     | Gregorius XII.                                                             | Venetus, commendatarius eccleſiæ Nigropontis. | Venetus, commendatarius eccleſiæ Nigropontis.                                              |
| 207                          | 48. Моряк з чорного мосту (англ. Sailor from a black bridge) | Григорій XII (1406—1415)           | Анджело Коррер (італ. Angelo Correr)                                       | Венецієць, комендант церкви в Негропонте. (англ. A Venetian, commendatary of the church of Negroponte.) Негропонте, по-венеційськи Чорний міст, так в Середні віки називався острів Евбея і його столиця Халкіда, що була під протекторатом Венеції. |                                                                                            |
| Flagellum ſolis.             | Flagellum ſolis. | Alexander. V.                      | Alexander. V.                                                              | Græcus Archiepiſcopus Mediolanenſis, inſignia Sol. | Græcus Archiepiſcopus Mediolanenſis, inſignia Sol.                                         |
|                              | 49. Бич сонця (англ. Whip of the sun) | Олександр V антипапа (1409—1410)   | Петр Філаргес (грец. Πετρος Φιλαργος) (італ. Pietro Filargo da Candia)     | Грек, архієпископ Мілану, на чийому гербі було сонце. (англ. A Greek, Archibishop of Milan, whose arms were a sun.) Його герб має велике сонце з довгими променями. Фраза може бути натяком на прізвище папи грец. Philarges — сріблолюбець, тоді воно може бути прочитане як Щупальця сонця. |                                                                                            |
| Ceruus Sirenæ.               | Ceruus Sirenæ. | Ioannes XXIII.                     | Ioannes XXIII.                                                             | Diaconus Cardinalis S. Euſtachii, qui cum ceruo depingitur, Bononiæ legatus, Neapolitanus. | Diaconus Cardinalis S. Euſtachii, qui cum ceruo depingitur, Bononiæ legatus, Neapolitanus. |
|                              | 50. Олень сирени (англ. Stag of the siren) | Іван XXIII антипапа (1410—1415)    | Бальтазар Косса (італ. Baldassarre Cossa)                                  | Кардинал-диякон з титулом Св. Євстафія, котрий зображається з оленем; легат Болоньї, неаполітанець. (англ. Cardinal Deacon of St. Eustace, who is depicted with a stag; legate of Bologna, a Neapolitan.) Бальтазар Косса був кардиналом з титулом Св. Євстафія. Великомученик Євстафій навернувся в християнство після того, як побачив оленя з хрестом між рогами. Сім'я папи походила з Неаполя, на гербі якого була зображена сирена. |                                                                                            |
| Corona ueli aurei.           | Corona ueli aurei. | Martinus V.                        | Martinus V.                                                                | familia colonna, Diaconus Cardinalis S. Georgii ad velum aureum. | familia colonna, Diaconus Cardinalis S. Georgii ad velum aureum.                           |
| 208                          | 51. Корона золотої завіси (англ. Crown of the golden curtain) | Мартин V (1417—1431)               | Оддоне Колонна (італ. Oddone Colonna)                                      | Із сім‘ї Колонна, кардинал-диякон церкви Св. Георгія в Велабро. (англ. Of the Colonna family, Cardinal Deacon of St. George at the golden curtain.) Оддоне Колонна був кардиналом-дияконом церкви Св. Георгія в Велабро. Слово Velabrum тут інтерпретиєтся від лат. velum aureum — золота завіса. Його герб мав золоту корону, що лежала на верху колони.                                                                                 |                                                                                            |
| Lupa Cœleſtina,              | Lupa Cœleſtina, | Eugenius. IIII.                    | Eugenius. IIII.                                                            | Venetus, canonicus antea regularis Cœleſtinus, & Epiſcopus Senẽſis. | Venetus, canonicus antea regularis Cœleſtinus, & Epiſcopus Senẽſis.                        |
| 209                          | 52. Небесна вовчиця (англ. Heavenly she-wolf) | Євгеній IV (1431—1447)             | Габріеле Кондульмер (італ. Gabriele Condulmer)                             | Венецієць, раніше був регулярним целестинським каноніком і єпископом Сієни. (англ. A Venetian, formerly a regular Celestine canon, and Bishop of Siena.) Він належав до ордену августинців-каноніків і був єпископом Сієни. На гербі міста — малюки Ромул і Рем, які ссуть вовчицю. |                                                                                            |
| Amator Crucis.               | Amator Crucis. | Felix. V.                          | Felix. V.                                                                  | qui uocabatur Amadæus Dux Sabaudiæ, inſignia Crux. | qui uocabatur Amadæus Dux Sabaudiæ, inſignia Crux.                                         |
|                              | 53. Ревнитель хреста (англ. Lover of the cross) | Фелікс V антипапа (1439—1449)      | Амадей VIII (герцог Савойський) (італ. Amédée VIII de Savoie)              | Котрий називався Амадеусом, герцогом Савойї, гербом котрого був хрест. (англ. Who was called Amadeus, Duke of Savoy, arms were a cross.) Він був герцогом Савойї і тому його герб має хрест (герб) Савойї. Also, the prophecy is a play on words, referring to the antipope's Christian name, «Amadeus.» |                                                                                            |
| De modicitate Lunæ.          | De modicitate Lunæ. | Nicolaus V.                        | Nicolaus V.                                                                | Lunenſis de Sarzana, humilibus parentibus natus. | Lunenſis de Sarzana, humilibus parentibus natus.                                           |
| 210                          | 54. Від скромності Місяця (англ. From the meanness of Luna) | Миколай V (1447—1455)              | Томмазо Парентучеллі (італ. Tommaso Parentucelli)                          | Місячник із Сарзани, родився від простих батьків. (англ. A Lunese of Sarzana, born to humble parents.) Він народився в Сарзані в окрузі Луни, давня назва якого було Луна. |                                                                                            |
| Bos paſcens.                 | Bos paſcens. | Calliſtus. III.                    | Calliſtus. III.                                                            | Hiſpanus, cuius inſignia Bos paſcens. | Hiſpanus, cuius inſignia Bos paſcens.                                                      |
| 211                          | 55. Бик, що пасеться (англ. Pasturing ox) | Калікст III (1455—1458)            | Альфонсо ді Борджіа (ісп. Alfons de Borja)                                 | Іспанець, чия емблема — бик, що пасеться. (англ. A Spaniard, whose arms were a pasturing ox.) Герб Альфонсо ді Борджіа має бика, що пасеться на траві. |                                                                                            |
| De Capra & Albergo.          | De Capra & Albergo. | Pius. II.                          | Pius. II.                                                                  | Senenſis, qui fuit à Secretis Cardinalibus Capranico & Albergato. | Senenſis, qui fuit à Secretis Cardinalibus Capranico & Albergato.                          |
| 212                          | 56. Від кози і готелю (англ. From a nanny-goat and an inn) | Пій II (1458—1464)                 | Енеа Сільвіо Пікколоміні (італ. Enea Silvio de Piccolomini)                | Сієнець, котрий був секретарем кардиналоів Капраніка і Альбергато. (англ. A Sienese, who was secretary to Cardinals Capranicus and Albergatus.) Він був секретарем двох кардиналів перш ніж зайняти папський престол. |                                                                                            |
| De Ceruo & Leone.            | De Ceruo & Leone. | Paulus. II.                        | Paulus. II.                                                                | Venetus, qui fuit Commendatarius eccleſiæ Ceruienſis, & Cardinalis tituli S. Marci. | Venetus, qui fuit Commendatarius eccleſiæ Ceruienſis, & Cardinalis tituli S. Marci.        |
| 213                          | 57. Від оленя і лева (англ. From a stag and lion) | Павло II (1464—1471)               | П'єтро Барбо (італ. Pietro Barbo)                                          | Венецієць, котрий був тимчасовим керівником церкви в Червії і кардиналом з титулом Св. Марка. (англ. A Venetian, who was Commendatary of the church of Cervia, and Cardinal of the title of St. Mark.) Можливо тут посилання на його єпископство в Червії, назва котрої лат. cervus перекладається як олень, і на його кардинальский титул Святого Марка, так як Св. Марк зображується крилатим левом.                                    |                                                                                            |
| Piſcator minorita.           | Piſcator minorita. | Sixtus. IIII.                      | Sixtus. IIII.                                                              | Piſcatoris filius, Franciſcanus. | Piſcatoris filius, Franciſcanus.                                                           |
| 214                          | 58. Рибалка мінорит (англ. Minorite fisherman) | Сикст IV (1471—1484)               | Франческо делла Ровере (італ. Francesco della Rovere)                      | Син рибалки, франсисканець. (англ. Son of a fisherman, Franciscan.) Він народився в портовому місті Савона і став францисканським монахом-міноритом. |                                                                                            |
| Præcurſor Siciliæ.           | Præcurſor Siciliæ. | Innocentius VIII.                  | Innocentius VIII.                                                          | qui uocabatur Ioãnes Baptiſta, & uixit in curia Alfonſi regis Siciliæ. | qui uocabatur Ioãnes Baptiſta, & uixit in curia Alfonſi regis Siciliæ.                     |
| 215                          | 59. Хрещений Сицилії (англ. Forerunner of Sicily) | Інокентій VIII (1484—1492)         | Джовані Ваттіста Чібо (італ. Giovanni Battista Cibò)                       | Котрий називався Іваном Хрестителем і жив при дворі Альфонсо, короля Сицилії. (англ. Who was called John Baptist, and lived in the court of Alfonso, king of Sicily.) Джіовані Баттіста Чібо був названий в честь Івана Хрестителя. В свої ранні роки Джіовані служив єпископом Мольфетти в Сицилії. |                                                                                            |
| Bos Albanus in portu.        | Bos Albanus in portu. | Alexander VI.                      | Alexander VI.                                                              | Epiſcopus Cardinalis Albanus & Portuenſis, cuius inſignia Bos. | Epiſcopus Cardinalis Albanus & Portuenſis, cuius inſignia Bos.                             |
| 216                          | 60. Бик Альбани в порту (англ. Bull of Alba in the harbor) | Олександр VI (1492—1503)           | Родріго де Борджія (італ. Rodrigo de Borgia)                               | Кардинал Альбани і Порто, гербом котрого був бик. (англ. Cardinal Bishop of Albano and Porto, whose arms were a bull.) В 1456 р. він був призначений кардиналом і мав титули кардинала-єпископа Альбани і Порто. Як і у всіх членів сім'ї Борджіа, на гербі папи Олександра VI зображені бики, що пасуться. |                                                                                            |
| De paruo homine.             | De paruo homine. | Pius. III.                         | Pius. III.                                                                 | Senenſis, familia piccolominea. | Senenſis, familia piccolominea.                                                            |
| 217                          | 61. З маленьких людей (англ. From a small man) | Пій III (1503)                     | Франческо Тодескіні Пікколоміні (італ. Francesco Todeschini Piccolomini)   | Сієнець, із сім'ї Пікколоміні. (англ. A Sienese, of the Piccolomini family.) Його прізвище було Piccolomini і складалася з двох слів: італ. piccolo маленький і італ. uomo — чоловік. |                                                                                            |
| Fructus Iouis iuuabit.       | Fructus Iouis iuuabit. | Iulius. II.                        | Iulius. II.                                                                | Ligur, eius inſignia Quercus, Iouis arbor. | Ligur, eius inſignia Quercus, Iouis arbor.                                                 |
| 218                          | 62. Плід Юпітера допоможе (англ. The fruit of Jupiter will help) | Юлій II (1503—1513)                | Джуліано делла Ровере (італ. Giuliano della Rovere)                        | Генуезець, його емблемою був дуб, дерево Юпітера. (англ. A Genoese, his arms were an oak, Jupiter's tree.) Його гербом був дуб, дерево Юпітера. Прізвище папи, італ. Della Rovere, буквально означає із дуба. |                                                                                            |
| De craticula Politiana.      | De craticula Politiana. | Leo. X.                            | Leo. X.                                                                    | filius Laurentii medicei, & ſcholaris Angeli Politiani. | filius Laurentii medicei, & ſcholaris Angeli Politiani.                                    |
| 219                          | 63. Від решітки політика (англ. From a Politian gridiron) Gridiron — решітка для печіння очевидно відноситься до Св. Лаврентія, котрий був заживо засмажений на залізній решітці. Це достатньо туманий натяк на Лоренцо Медічі, батька Джовані.                                                       | Лев X (1513—1521)                  | Джовані де Медічі (італ. Giovanni de Medici)                               | Син Лоренцо Медічі і студент Анджело Поліціано. (англ. Son of Lorenzo de' Medici, and student of Angelo Poliziano.) Його вчителем і наставником був видатний гуманіст і вчений Анджело Поліціано. |                                                                                            |
| Leo Florentius.              | Leo Florentius. | Adrian. VI.                        | Adrian. VI.                                                                | Florẽtii filius, eius inſignia Leo. | Florẽtii filius, eius inſignia Leo.                                                        |
| 220                          | 64. Флорентійський лев (англ. Florentian lion) | Адріан VI (1522—1523)              | Адріан Флоренсзоон Буйенс (нід. Adriaan Florenszoon Boeyens)               | Син Флорентія, його емблемою був лев. (англ. Son of Florentius, his arms were a lion.) Його герб має двох левів, а ім'я його Адріан Флоренсзоон (син Флоренса або Флорентія). |                                                                                            |
| Flos pilei ægri.             | Flos pilei ægri. | Clemens. VII.                      | Clemens. VII.                                                              | Florentinus de domo medicea, eius inſignia pila, & lilia. | Florentinus de domo medicea, eius inſignia pila, & lilia.                                  |
| 221                          | 65. Квітка таблетки хворого (англ. Flower of the sick man's pill)Pileus тут не може бути латинським словом капелюх, проте, швидше за все є похідним від pila — шар чи Late Latin pilula — кулька, пілюля. На гербі Медічі зображені червоні таблетки як натяк на походження сім'ї з медиків (medici). | Климент VII (1523—1534)            | Джуліо де Медічі (італ. Giulio de Medici)                                  | Флорентієць з дому Медічі, його емблемою були кульки-таблетки і лілії. A Florentine of the Medicean house, his arms were pill-balls and lilies. Герб Медічі прикрашений шістма медичними кульками. Один із них, включає флорентійські лілії. |                                                                                            |
| Hiacinthus medicorũ.         | Hiacinthus medicorũ. | Paulus. III.                       | Paulus. III.                                                               | Farneſius, qui lilia pro inſignibus geſtat, & Card. fuit SS. Coſme, & Damiani. | Farneſius, qui lilia pro inſignibus geſtat, & Card. fuit SS. Coſme, & Damiani.             |
| 222                          | 66. Гіацинт лікарів (англ. Hyacinth of the physicians) | Павло III (1534—1549)              | Алессандро Фарнезе (італ. Alessandro Farnese)                              | Фарнезе, герб якого має лілії, носив титул кардинала святих Кузьми і Дем'яна. (англ. Farnese, who bore lilies for arms, and was Cardinal of Saints Cosmas and Damian.) На гербі папи Павла зображені шість гіацинтів. |                                                                                            |
| De corona montana.           | De corona montana. | Iulius. III.                       | Iulius. III.                                                               | antea uocatus Ioannes Maria de monte. | antea uocatus Ioannes Maria de monte.                                                      |
| 223                          | 67. Від гірської корони (англ. From the mountainous crown) | Юлій III (1550—1555)               | Джовані Марія Чоккі дель Монте (італ. Giovanni Maria Ciocchi del Monte)    | До того називався Джовані Марія із гори (дель Монте). (англ. Formerly called Giovanni Maria of the Mountain (de Monte).) На його гербі зображені гори і пальмові гілки у формі корони. |                                                                                            |
| Frumentum flocidum. [sic]    | Frumentum flocidum. [sic] | Marcellus. II.                     | Marcellus. II.                                                             | cuius inſignia ceruus & frumẽtum, ideo floccidum, quod pauco tempore uixit in papatu. | cuius inſignia ceruus & frumẽtum, ideo floccidum, quod pauco tempore uixit in papatu.      |
| 224                          | 68. Пуста пшениця (англ. Trifling grain) | Марцел II (1555)                   | Марчелло Червіні (італ. GMarcello Cervini)                                 | Чиїм гербом були олень і пшениця; пуста, тому що він був папою дуже мало часу. (англ. Whose arms were a stag and grain; 'trifling', because he lived only a short time as pope.) На його гербі зображений олень і колосся пшениці. Був папою дуже недовго: з 9 по 30 квітня 1555. |                                                                                            |
| De fide Petri.               | De fide Petri. | Paulus. IIII.                      | Paulus. IIII.                                                              | antea uocatus Ioannes Petrus Caraffa. | antea uocatus Ioannes Petrus Caraffa.                                                      |
| 225                          | 69. Від віри Петра (англ. From Peter's faith) | Павло IV (1555—1559)               | Джанп'єтро Караффа (італ. Giovanni Pietro Caraffa)                         | Перед тим називався Джан Петро Караффа. (англ. Formerly called John Peter Caraffa.) Кажуть, він використовував своє світське ім'я Петро. |                                                                                            |
| Eſculapii pharmacum.         | Eſculapii pharmacum. | Pius. IIII.                        | Pius. IIII.                                                                | antea dictus Io. Angelus Medices. | antea dictus Io. Angelus Medices.                                                          |
| 226                          | 70. Асклепова медицина (англ. Aesculapius' medicine) | Пій IV (1559—1565)                 | Джовані Анджело де Медічі (італ. Giovanni Angelo de Medici)                | До того називався Джовані Анджело Медічі. (англ. Formerly called Giovanni Angelo Medici.) Його прізвище було Медічі. Гра слів: медічі — медицина. |                                                                                            |
| Angelus nemoroſus.           | Angelus nemoroſus. | Pius. V.                           | Pius. V.                                                                   | Michael uocatus, natus in oppido Boſchi. | Michael uocatus, natus in oppido Boſchi.                                                   |
| 227                          | 71. Ангел гаю (англ. Angel of the grove) | Пій V (1566—1572)                  | Антоніо Мікеле Гісліері (італ. Antonio Michele Ghislieri)                  | (англ. Called Michael, born in the town of Bosco.) Народився в Боско, Ломбардія; Назва міста означає «гай». Його світське ім'я — Антоніо Мікеле Гісліері, італ. Antonio Michele Ghislieri, а Михайло — ім'я керівника ангельських вояцтв архангела Михайла. |                                                                                            |
| Medium corpus pilarũ.        | Medium corpus pilarũ. | Gregorius. XIII.                   | Gregorius. XIII.                                                           | cuius inſignia medius Draco, Cardinalis creatus à Pio. IIII. qui pila in armis geſtabat. | cuius inſignia medius Draco, Cardinalis creatus à Pio. IIII. qui pila in armis geſtabat.   |
| 228                          | 72. Половина тіла куль (англ. Half body of the balls) | Григорій XIII (1572—1585)          | Уго Бонкомпаньї (італ. Ugo Boncompagni)                                    | На чийому гербі було пів-дракона; кардинал поставлений Пієм IV, який ніс кулі в своїх руках. (Whose arms were a half-dragon; a Cardinal created by Pius IV, who bore balls in his arms.) «Шари» (лат. pilarũ) в латинській фразі відносяться до папи Пія IV-, котрий поставив Григорія XIII кардиналом. На гербі папи Григорія XIII зображена верхня половина тіла дракона.                                                               |                                                                                            |
| Axis in medietate ſigni.     | Axis in medietate ſigni. | Sixtus. V.                         | Sixtus. V.                                                                 | qui axem in medio Leonis in armis geſtat. | qui axem in medio Leonis in armis geſtat.                                                  |
| 229                          | 73. Вісь у середині знака (англ. Axle in the midst of a sign) | Сикст V (1585—1590)                | Феліче Перетті ді Монтальто (італ. Felice Peretti di Montalto)             | На гербі котрого — вісь посередині лева. (англ. Who bears in his arms an axle in the middle of a lion.) Дано безпосередній опис герба папи. |                                                                                            |
| De rore cœli.                | De rore cœli. | Vrbanus. VII.                      | Vrbanus. VII.                                                              | qui fuit Archiepiſcopus Roſſanenſis in Calabria, ubi mãna colligitur. | qui fuit Archiepiſcopus Roſſanenſis in Calabria, ubi mãna colligitur.                      |
| 230                          | 74. Із роси небесної (англ. From the dew of the sky) | Урбан VII (1590)                   | Джамбатіста Кастанья (італ. Giovanni Battista Castagna)                    | Которий був архієпископом Россано в Калабрії, де збирається манна. (англ. Who was Archbishop of Rossano in Calabria, where manna is collected.) Він був архієпископом Россано в Калабрії, де з певних рослин збирається солодкий сік, що називають «росою небесною». Більш просте пояснення може бути в назві міста Rossano: корінь його лат. ros, roris — роса, той що випадає росою.                                                    |                                                                                            |

### Римські Папи від 1590 року
Для цієї групи Римських Пап опублікований 1595 року текст наводить імена тільки перших трьох пап, тобто тих, чий понтифікат почався після виявлення тексту (1590 рік), проте не пізніше року публікації тексту (1595). Для цих трьох пап текст не містить латинського пояснення до пророчої фрази. Далі опублікований текст пророцтва містить тільки латинські фрази.
| Римські папи (1143—1590) | Римські папи (1143—1590) | Римські папи (1143—1590) | Римські папи (1143—1590) | Римські папи (1143—1590) | Римські папи (1143—1590) | |
| Папа № | Фраза Переклад | Понтифікат | Мирське ім'я | Пояснення | Герб | |
| --- | --- | --- | --- | --- | --- | --- |
| Ex caſtro Tiberis. | Ex caſtro Tiberis. | Cœleſtinus. ij. | Cœleſtinus. ij. | Typhernas. | Typhernas. | |
| 231 | 75 Від стародавності міста (англ. Of the antiquity of the city) | Григорій XIV (1590—1591) | Нікколо Сфрондраті (італ. Niccolo Sfrondrati)                                                                                         | Його батько був сенатором у стародавньому місті Мілані. Слово сенатор — похідне від лат. senex, що означає старий. | | |
| Pia ciuitas in bello. | Pia ciuitas in bello. | Innocentius. IX. | Innocentius. IX. | | | |
| 232 | 76 Благочестиве місто в війні (англ. Pious city in war) | Інокентій IX (1591) | Джованні Антоніо Факінетті (італ. Giovanni Antonio Facchinetti)                                                                       | Він був Патріархом Єрусалима перед обранням на папський престол. | | |
| Crux Romulea. | Crux Romulea. | Clemens. VIII. | Clemens. VIII. | | | |
| 233 | 77 Хрест Рима (англ. Cross of Romulus) | Климент VIII (1592—1605) | Іпполіто Альдобрандіні (італ. Ippolito Aldobrandini)                                                                                  | Він був кардиналом-священиком з титулом Св. Панкратія. Святий Панкратій Римський — ранньохристиянський римський мученик. | | |
| Vndoſus uir. | | | | | | |
| 234 | 78 Людина хвиль (англ. Wavy man) | Лев XI (1605) | Алессандро Оттавіано де Медічі (італ. Alessandro Ottaviano de' Medici)                                                                | Він був єпископом Палестрини, за переказом заснованої сином мореплавця Одісея. Фраза може стосуватись короткого правління папи Лева (27 днів). | | |
| Gens peruerſa. | | | | | | |
| 235 | 79 Підкуплена нація (англ. Corrupted nation) | Павло V (1605—1621) | Камилло Боргезе (італ. Camillo Borghese)                                                                                              | Папа Павло V призначив свого племінника, Шипіоне Боргезе, до колегії кардиналів. Слово непотизм (кумівство), ймовірно, виникло під час правління цього папи. | | |
| In tribulatione pacis. | | | | | | |
| 236 | 80 У муках світу (англ. In the trouble of peace) | Григорій XV (1621—1623) | Алессандро Людовізі (італ. Alessandro Ludovisi)                                                                                       | Його правління пов'язане з початком Тридцятирічної війни. | | |
| Lilium & roſa. | | | | | | |
| 237 | 81 Лілія й троянда (англ. Lily and rose) | Урбан VIII (1623—1644) | Маффео Барберіні (італ. Maffeo Barberini)                                                                                             | Він був народжений у Флоренції, на гербі котрої зображена червона лілія. Під час його правління було примирння Франції (лілія) і Англії (троянда). | | |
| Iucunditas crucis. | | | | | | |
| 238 | 82 Задоволення хреста (англ. Delight of the cross) | Іннокентій X (1644—1655) | Джамбатіста Памфілі (італ. Giovanni Battista Pamphili)                                                                                | Він був обраний на папський престол після тривалого й складного конклаву в свято Воздвиження Хреста Господнього. | | |
| Montium cuſtos. | | | | | | |
| 239 | 83 Оборонець гір (англ. Guard of the mountains) | Олександр VII (1655—1667) | Фабіо Кіджі (італ. Fabio Chigi) | Його родовий герб містить зображення семи пагорбів із зіркою над ними. | | |
| Sydus olorum. | | | | | | |
| 240 | 84 Зірка лебедів (англ. Star of the swans) | Климент IX (1667—1669) | Джуліо Роспільозі (італ. Giulio Rospigliosi)                                                                                          | Зірка за легендою відноситься до папи Олександра VII, котрий призначив Климента своїм особистим секретарем. Слово італ. Cigni — лебідь римується з прізвищем папи Олександра Chigi. | | |
| De flumine magno. | | | | | | |
| 241 | 85 Від великої ріки (англ. From a great river) | Климент X (1670—1676) | Еміліо Бонавентура Альтьері (італ. Emilio Bonaventura Altieri)                                                                        | Папа Климент був уродженець Рима. | | |
| Bellua inſatiabilis. | | | | | | |
| 242 | 86 Ненаситний звір (англ. Insatiable beast) | Іннокентій XI (1676—1689) | Бенедетто Одескалькі (італ. Benedetto Odescalchi)                                                                                     | Герб папи Іннокентія мав зображення лева. | | |
| Pœnitentia glorioſa. | | | | | | |
| 243 | 87 Славне покаяння (англ. Glorious penitence) | Олександр VIII (1689—1691) | П'етро Вітто Оттобоні (італ. Pietro Vitto Ottoboni)                                                                                   | Його ім'я було П'етро (Петро). Апостол Петро покаявся після трикратного відречення від Христа. | | |
| Raſtrum in porta. | | | | | | |
| 244 | 88 Граблі в двері (англ. Rake in the door) | Іннокентій XII (1691—1700) | Антоніо Піньятеллі дель Растрелло (італ. Antonio Pignatelli del Rastrello)                                                            | Його прізвище італ. Rastrello означає граблі. | | |
| Flores circundati. | | | | | | |
| 245 | 89 Оточений квітами (англ. Surrounded flowers) | Климент XI (1700—1721) | Джанфранческо Альбані (італ. Giovanni Francesco Albani)                                                                               | Він був кардиналом-дияконом із титулом Св. Марія в Аквіро. | | |
| De bona religione. | | | | | | |
| 246 | 90 Із доброї релігії (англ. From good religion) | Іннокентій XIII (1721—1724) | П'єтро Мікеланджело деї Конті (італ. Pietro Michelangelo dei Conti)                                                                   | Гра слів, що стосується імені, обраного папою — Іннокентій, що може означати чистий, невинний. Він із знаменитої сім'ї Конті, котра дала декількох пап. | | |
| Miles in bello. | | | | | | |
| 247 | 91 Солдат на війні (англ. Soldier in War) | Бенедикт XIII (1724—1730) | П'єтро Франческо Орсіні (італ. Pietro Francesco Orsini)                                                                               | Перш, ніж він став папою, багато сусідніх країн були охоплені війною. Не виключено, що він воював в одній із них як простий солдат. | | |
| Columna excelſa. | | | | | | |
| 248 | 92 Велична колона (англ. Lofty column) | Климент XII (1730—1740) | Лоренцо Корсіні (італ. Lorenzo Corsini)                                                                                               | Він був кардиналом-священиком з титулом Сан П'єтро ін Вінколі, що означає св. Петро у веригах. Ім'я Петро походить від грец. petros — скеля. | | |
| Animal rurale. | | | | | | |
| 249 | 93 Сільська тварина (англ. Country animal) | Бенедикт XIV (1740—1758) | Просперо Лоренцо Ламбертіні (італ. Prospero Lorenzo Lambertini)                                                                       | (англ. lamb — ягня). Можливо — гра слів, що пов'язана з двома його відомими папськими буллами (співзвучно з англ. bull — бик) | | |
| Roſa Vmbriæ. | | | | | | |
| 250 | 94 Троянда Умбрії (англ. Rose of Umbria) | Климент XIII (1758—1769) | Карло делла Торе Реццоніко (італ. Carlo della Torre di Rezzonico)                                                                     | Він дістав 1747 року звання кардинала-священика з титулом Санта Марія ін Арачелі. У духовних колах Діва Марія символізується трояндою. | | |
| Vrſus uelox. | | | | | | |
| 251 | 95 Швидкий ведмідь (англ. Swift bear) | Климент XIV (1769—1774) | Лоренцо Джованні Вінченцо Антоніо Ганганеллі (італ. Lorenzo Giovanni Vincenzo Antonio Ganganelli)                                     | На родовому гербі Ганганеллі був зображений ведмідь, що біжить. | | |
| Peregrin9 apoſtolic9. | | | | | | |
| 252 | 96 Апостольський паломник (англ. Apostolic pilgrim) | Пій VI (1775—1799) | Джананджело граф Браскі (італ. Giovanni Angelico Braschi)                                                                             | Провів останні два роки свого життя в вигнанні, був в'язнем французької революції. | | |
| Aquila rapax. | | | | | | |
| 253 | 97 Хижий орел (англ. Rapacious eagle) | Пій VII (1800—1823) | Грегоріо Луїджі Барнаба Кьярамонті (італ. Gregorio Luigi Barnaba Chiaramonti)                                                         | Правління папи затьмарив Наполеон, емблемою котрого був орел. | | |
| Canis & coluber. | | | | | | |
| 254 | 98 Собака і змія (англ. Dog and adder) | Лев XII (1823—1829) | Аннібале, граф делла Дженга (італ. Annibale Sermattei della Genga)                                                                    | Собака і змія — образливі прізвиська, і папу Лева дуже багато хто ненавидів. Девіз також може бути натяком на прізвище папи Sermattei, італ. Serpente — змія. | | |
| Vir religioſus. | | | | | | |
| 255 | 99 Релігійний муж (англ. Religious man) | Пій VIII (1829—1830) | Франческо Саверіо, граф Кастільйоні (італ. Francesco Saverio Castiglioni)                                                             | Гра слів: посилання на вибране папою ім'я лат. Pius — набожний. | | |
| De balneis Ethruriæ. | | | | | | |
| 256 | 100 Від Тосканських купалень (англ. From the baths of Tuscany) | Григорій XVI (1831—1846) | Бартоломео Альберто Капелларі (італ. Bartolomeo Alberto Cappellari)                                                                   | Папа належав до відлюдницького ордену камальдулів, заснованого в горах Тоскани. Орден складався з двох монаших гутрожитків, один з котрих називався італ. Fonte Buono — прекрасний фонтан. | | |
| Crux de cruce. | | | | | | |
| 257 | 101 Хрест від хреста (англ. Cross from cross) | Пій IX (1846—1878) | Джованні Марія, граф Мастаї-Ферретті (італ. Giovanni Maria Mastai Ferretti)                                                           | Під час правління Папа Пій IX пережив багато, але головна його «хресна мука» прийшла від Савойської династії, котра об'єднала Італію і відібрала у Папи його володіння. Герб Савойської династії — білий хрест на червоному фоні. | | |
| Lumen in cœlo. | | | | | | |
| 258 | 102 Світло в небі (англ. Light in the sky) | Лев XIII (1878—1903) | Вінченцо Джоакіно Рафаель Луїджі Печчі (італ. Vincenzo Gioacchino Raffaele Luigi Pecci)                                               | На його гербі зображена летюча зірка. | | |
| Ignis ardens. | | | | | | |
| 259 | 103 Полум'яний вогонь (англ. Burning fire) | Пій X (1903—1914) | Джузеппе Мелькіоре Сарто (італ. Giuseppe Melchiore Sarto)                                                                             | Пій X наполягав на виданні першого повного Кодексу канонічного права, за щоденне причастя і за використання одноголосого Григоріанського співу в католицькій літургії, і був противником модернізму в церкві. Був першим святим папою за період в 400 років. | | |
| Religio depopulata. | | | | | | |
| 260 | 104 Розорена релігія (англ. Religion destroyed) | Бенедикт XV (1914—1922) | Джакомо, маркіз делла Кєза (італ. Giacomo della Chiesa)                                                                               | За час понтифікату Бенедикта XV-го відбулися: Перша світова війна — 12 млн убитих і 55 млн поранених Іспанський грип — вмерло ~50-100 млн осіб; Жовтнева революція, що розпочала безпрецедентні гоніння на церкву. | | |
| Fides intrepida. | | | | | | |
| 261 | 105 Безстрашна віра (англ. Intrepid faith) | Пій XI (1922—1939) | Аброджіо Даміано Акілле Ратті (італ. Ambrogio Damiano Achille Ratti)                                                                  | В час понтифікату Пія XI-го: видана енцикліка Mit brennender Sorge, що засуджувала нацизм; підписаний Латеранські угоди, згідно з якими Фашистська Італія визнала суверенітет Святого Престолу. | | |
| Paſtor angelicus. | | | | | | |
| 262 | 106 Ангельський пастух (англ. Angelic shepherd) | Пій XII (1939—1958) | Еудженіо Марія Джузеппе Джовані Пачеллі (італ. Eugenio Maria Giuseppe Giovanni Pacelli)                                               | Пій XII видав декілька енциклік догматичного характеру. Він непомильно (як глава Церкви), проголосив догмат про Вознесіння Пресвятої Діви. | | |
| Paſtor & nauta. | | | | | | |
| 263 | 107 Пастух і моряк (англ. Shepherd and sailor) | Іван XXIII (1958—1963) | Анжело Джузеппе Ронкаллі (італ. Angelo Giuseppe Roncalli)                                                                             | Перед обранням папою, був патріархом Венеції, міста моряків, каналів і гондол. | | |
| Flos florum. | | | | | | |
| 264 | 108 Квітка квітів (англ. Flower of flowers) | Павло VI (1963—1978) | Джовані Баттіста Енріко Антоніо Марія Монтіні (італ. Giovanni Battista Enrico Antonio Maria Montini)                                  | На гербі Павла VI-го зображені три лілії, Фльор-де-лі. Лілія (Фльор-де-лі) до кінця середніх віків стала у Франції емблемою королівської влади. В Пісні над піснями лілія — квітка квіток ([[\|Пісня]] 2:2, [[\|Пісня]] 5:13, [[\|Пісня]] 6:2). | | |
| De medietate lunæ. | | | | | | |
| 265 | 109 Від середини місяця (англ. From the midst of the moon) | Іван Павло I (1978) | Альбіно Лучані (італ. Albino Luciani)                                                                                                 | народився 17 жовтня 1912 року, коли місяць досяг своєї половини. Його широка посмішка була подібна половині місяця. Його пам'ятають як усміхненого папу. | | |
| De labore ſolis. | | | | | | |
| 266 | 110 Від сонячного затемнення (англ. From a solar eclipse) | Іван-Павло II (1978—2005) | Кароль Юзеф Войтила (пол. Karol Józef Wojtyła)                                                                                        | лат. Labores solis — латинський вислів, що означає сонячне затемнення. Народився 18 травня 1920 року в день часткового сонячного затемнення, що спостерігалося в області Індійського океану. Похований 8 квітня 2005 року в день рідкісного гібридного повного сонячного затемнення, що спостерігалося в області Тихого океану. | | |
| Gloria oliuæ. | | | | | | |
| 267 | 111 Слава оливи (англ. Glory of the olive) | Бенедикт XVI (2005—2013) | Йозеф Алоіз Ратцингер (нім. Joseph Alois Ratzinger)                                                                                   | Папа взяв ім'я Бенедикт XVI, частково на честь св. Бенедикта Нурсійського. Однією із гілок бенедиктинців є орден Оліветів, монахів з Оливкової гори. В 1993—2005 роках кардинал Йозеф Ратцингер носив титул кардинала Веллетрі-Сеньї. На гербі міста Веллетрі зображені три оливкових дерева. Бенедикт XVI очолював Конгрегацію доктрини вірі (вона ж — Свята інквізиція, перейменована в 1908 папою Пієм Х). На гербі Святої інквізиції зображена оливкова гілка. | | |
| In perſecutione extrema S.R.E. ſedebit. | | | | | | |
| | In the final persecution of the Holy Roman Church, there will sit.                                                                                                  | Під час останніх гонінь Святої Римської Церкви посяде. (англ. He will reign during the ultimate persecution of the Holy Roman Church) | Під час останніх гонінь Святої Римської Церкви посяде. (англ. He will reign during the ultimate persecution of the Holy Roman Church) | Під час останніх гонінь Святої Римської Церкви посяде. (англ. He will reign during the ultimate persecution of the Holy Roman Church) | Під час останніх гонінь Святої Римської Церкви посяде. (англ. He will reign during the ultimate persecution of the Holy Roman Church) | Під час останніх гонінь Святої Римської Церкви посяде. (англ. He will reign during the ultimate persecution of the Holy Roman Church) |
| Petrus Romanus, qui paſcet oues in multis tribulationibus: quibus tranſactis ciuitas ſepticollis diruetur, & Iudex tremẽdus iudicabit populum ſuum. Finis. | | | | | | |
| 268. | 112 Петро Римлянин, котрий буде пасти овець серед безлічі мук; по завершені чого місто семи пагорбів буде знищене, і Суддя страшний буде судити народ свій. Кінець. | Франциск I (2013—2025) | Хорхе Маріо Берґольйо ісп. Jorge Mario Bergoglio                                                                                      | Папа Франциск — перший єзуїт, обраний папою. Син італійського емігранта до Аргентини. Наразі питання інтерпретації його як «Петра Римлянина» є відкритим. Дехто вважає, що між «Славою оливи» та «Петром Римлянином» повинно бути ще декілька Пап. | | |